# Territorios polacos anexionados por la Alemania nazi
Los territorios polacos anexionados por la Alemania nazi se refieren a una porción de las áreas polacas de la preguerra que fueron anexadas al inicio de la Segunda Guerra Mundial por la Alemania nazi y puestas directamente bajo administración civil alemana, mientras que el resto de la Polonia ocupada recayó bajo la autoridad del Gobierno General. La anexión fue parte de la Cuarta partición de Polonia por parte de la Alemania nazi y de la Unión Soviética, delineada meses antes de la invasión, en el Pacto Mólotov-Ribbentrop.
Algunos pequeños territorios fueron incorporados directamente en los ya existentes Gaue de Prusia Oriental y Silesia, mientras que el resto del territorio fue usado para crear los Reichsgau de Danzig-Prusia Occidental y Wartheland. Este último fue el más grande y el único que comprendía únicamente el territorio anexado.
El término oficial empleado por las autoridades nazis para estas áreas fue territorios orientales incorporados (en alemán: Eingegliederten Ostgebieten). Los alemanes planearon una completa germanización de los territorios anexionados, al considerarlos como parte de su lebensraum. La población local judía fue forzada a vivir en guetos y fue progresivamente deportada a los campos de concentración nazis; el más infame de todos, Auschwitz, estaba ubicado en la anexionada Prusia Oriental Superior. La población local polaca debía ser gradualmente remplazada por colonos alemanes. En especial, la intelligentsia polaca se convirtió en objeto de asesinato en masa y un estimado de 780.000 polacos estuvo sujeto a expulsión, bien por el Gobierno General o por el Altreich para realizar trabajos forzados. La población polaca restante fue estrictamente segregada de la población alemana y fue objeto de una variedad de medidas represivas. Estas incluyeron trabajos forzados y su exclusión de todos los aspectos políticos y muchos culturales de la sociedad. Al mismo tiempo, se concedieron varios privilegios a la minoría alemana local y su número creció de forma constante a causa del asentamiento de alemanes étnicos, incluyendo aquellos desplazados por los traslados de población nazi-soviéticos.
Tras la Ofensiva del Oder-Vístula a inicios de 1945, la Unión Soviética tomó el control sobre los territorios en cuestión. La población étnica alemana o bien huyó del Ejército Rojo o bien fue posteriormente expulsada y los territorios pasaron a formar parte de la República Popular de Polonia.

## Antecedentes
Ya en el otoño de 1933, Adolf Hitler reveló a las personas de su entorno sus intenciones de anexionar Polonia Occidental para crear la anhelada Gran Alemania (aunque la gran Alemania era la reunificación de la República de Weimar y Austria, porque la Pequeña Alemania, era la unificación de Prusia con el resto de estados germanos, excepto Austria). Tras la invasión de Polonia en septiembre de 1939, el Tercer Reich anexionó en octubre un área de 92.500 km² (23,7% de la Polonia de la preguerra) con una población de alrededor de 10 millones de personas (30% de la población polaca de la preguerra). El resto del territorio polaco fue anexionado por la Unión Soviética (201,000 km² o 51,6% de la Polonia de la preguerra) o fue convertido en la zona de ocupación controlada por Alemania (95,500 km² o 24,5% de la Polonia de la preguerra). Una pequeña porción de la Polonia de la preguerra (700 km²) por la Eslovaquia nazi.
Desde 1935, la Alemania nazi fue dividida en provincias (Gaue) que había remplazado a los antiguos Estados alemanes y provincias prusianas. De los territorios anexionados, algunos fueron adjuntadas a los existentes Gaue de Prusia Oriental y Silesia (más tarde Alta Silesia); mientras que de otros se constituyeron los nuevos Reichgaue Danzig-Prusia Occidental y Wartheland. Wartheland fue el único Gau creado únicamente con territorios anexionados, pues Danzig-Prusia Occidental comprendía también las antiguas áreas alemanas y la antigua Ciudad libre de Danzig. El Gobierno General quedó fuera del Tercer Reich.
La anexión de territorios era una violación del derecho internacional, en particular, la Convención de La Haya IV, firmada en 1907. Los oficiales de Alemania nazi discutieron la convención e intentaron burlarla al declararle la guerra a Polonia antes de la anexión, lo que a su juicio hacía inaplicable la convención.

## Administración
Más información: División administrativa de los territorios polacos durante la Segunda Guerra Mundial y Administración militar en la Polonia ocupada
El 8 y 13 de septiembre de 1939, los distritos militares alemanes de "Posen" (Poznań), comandados por el general Alfred von Vollard-Bockelberg, y Westpreußen (Prusia occidental), comandados por Walter Heitz, se establecieron en la Gran Polonia y la Pomerelia conquistadas, respectivamente. De acuerdo con las leyes del 21 de mayo de 1935 y del 1 de junio de 1938, el ejército alemán, la Wehrmacht, delegó poderes administrativos civiles a los "Jefes de Administración Civil" (Chefs der Zivilverwaltung, CdZ). Hitler nombró a Arthur Greiser para convertirse en el CdZ del distrito militar de Posen, y el Gauleiter Albert Forster de Dánzig para convertirse en el CdZ del distrito militar de Prusia Occidental. El 3 de octubre de 1939, los distritos militares "Lodz" (Łódź) y "Krakau" (Cracovia) se establecieron bajo el mando de los principales generales Gerd von Rundstedt y Wilhelm List, y Hitler nombró a Hans Frank y Arthur Seyß-Inquart como jefes civiles. respectivamente. Frank fue al mismo tiempo nombrado "administrador jefe supremo" para todos los territorios ocupados.

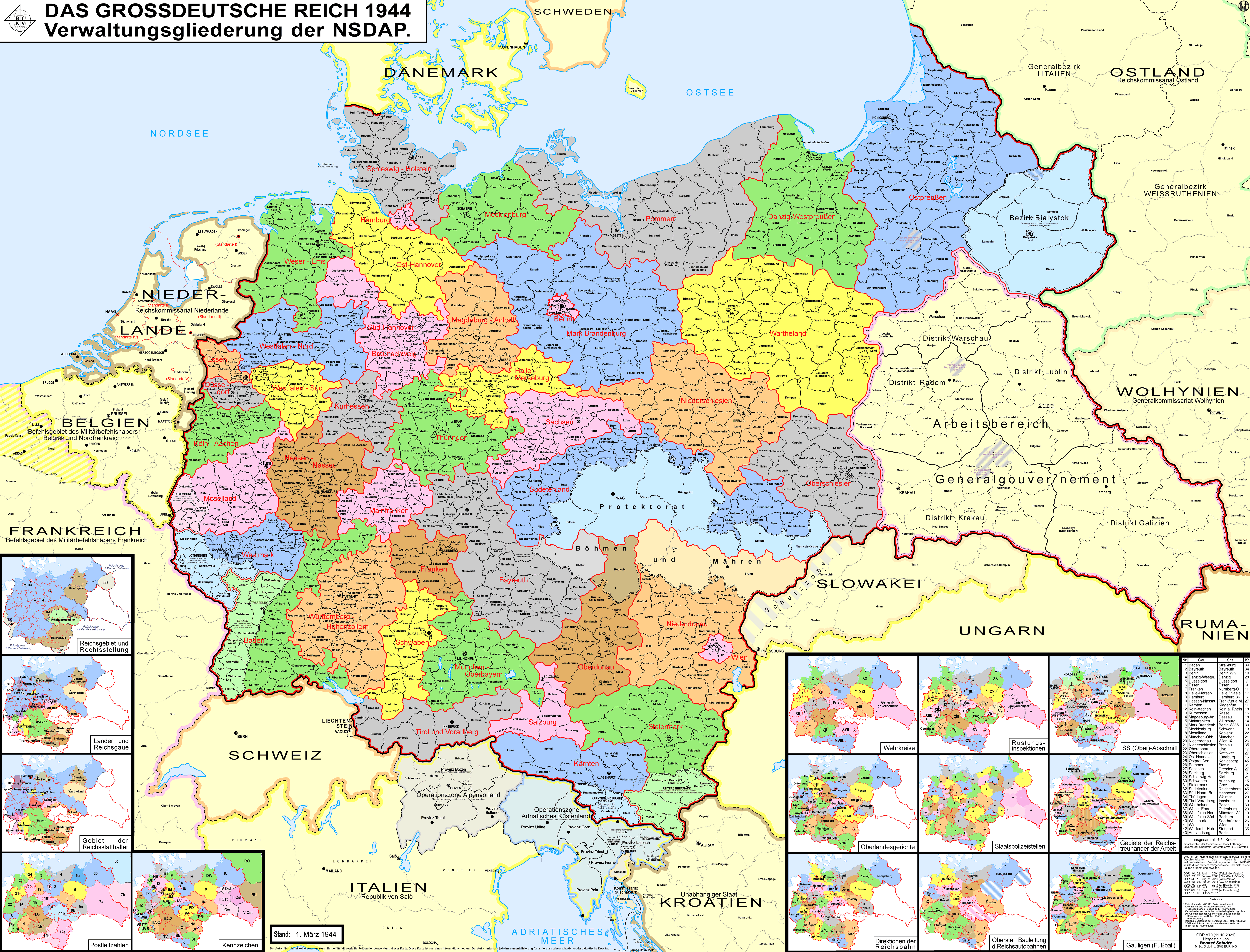
Mapa de Alemania nazi que muestra sus subdivisiones administrativas: los Gaue, los Reichsgaue y las áreas anexionadas en 1944.

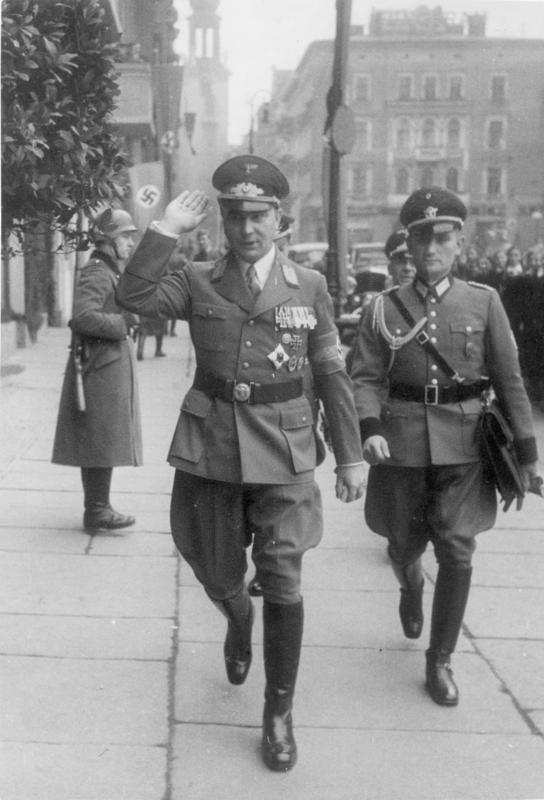
Arthur Greiser en Poznań, ocupada por Alemania, 2 de octubre de 1939.

### Decreto de anexión de Hitler, octubre de 1939
Un decreto, promulgado por Hitler el 8 de octubre de 1939, proveyó la anexión de las antiguas áreas polacas occidentales y la antigua Ciudad Libre de Dánzig y otra ley estipuló la inclusión del área alrededor de Suwalki (el triángulo de Suwalki).
Los primeros dos párrafos del decreto creó el "Reichsgau Posen" en Gran Polonia con las regiones administrativas (Regierungsbezirk) Hohensalza, Posen y Kalisch, así como "Reichsgau Prusia Occidental" (en alemán: Westpreußen) en Pomerelia con las regiones administrativas Bromberg, Dánzig y Marienwerder. Estas regiones administrativas fueron nombradas con los topónimos alemanes de sus ciudades sede: Hohensalza (Inowrocław), Posen (Poznań), Kalisch (Kalisz), Bromberg (Bydgoszcz), Dánzig (Gdansk) y Marienwerder (Kwidzyn). Los territorios anexionados fueron dos veces más grandes que las antiguas conquistas prusianas en las Particiones de Polonia y comprendía el doble de población. Comparado a 1914, la frontera del Reich se extiende hacia el este unos 150-200 km en promedio. A pesar de este hecho, Alemania usó la antigua propaganda prusia de crear un "muro alemán vivo" en los territorios polacos. El 29 de enero de 1940, el Reichsgau Posen fue renombrado como "Reichsgau Wartheland" (Warthegau), mientras que el Reichsgau de Prusia Occidental pasó a llamarse "Reichsgau de Dánzig-Prusia Occidental".
Las áreas anexionadas renombradas no fueron convertidas en provincias separadas, sino que fueron incluidas en las provincias existentes de Prusia Oriental y Alta Silesia por §4 del decreto de Hitler. Arthur Greiser fue nombrado Gauleiter del Reichsgau Posen y Albert Forster, del Reichsgau de Prusia Occidental.

### Divisiones administrativas
| Unidades administrativas alemanas | Unidades administrativas alemanas        | Unidades administrativas anexionadas | Unidades administrativas anexionadas                                                                                           |
| Reichsgau/Gau (provincia) | Regierungsbezirk (región administrativa) | Voivodato polaco/ Estado             | Condados |
| --- | ---------------------------------------- | ------------------------------------ | --- |
| Reichsgau Wartheland (Warthegau) inicialmente Reichsgau Posen | Posen Hohensalza Litzmannstadt5          | Poznań                               | todos los condados |
| Reichsgau Wartheland (Warthegau) inicialmente Reichsgau Posen | Posen Hohensalza Litzmannstadt5          | Lodz                                 | mayoría de condados |
| Reichsgau Wartheland (Warthegau) inicialmente Reichsgau Posen | Posen Hohensalza Litzmannstadt5          | Pomerania                            | cinco condados |
| Reichsgau Wartheland (Warthegau) inicialmente Reichsgau Posen | Posen Hohensalza Litzmannstadt5          | Varsovia                             | un condado |
| Reichsgau de Dánzig-Prusia Occidental1 (Danzig-Westpreußen) initially Reichsgau West Prussia | Bromberg Danzig1 Marienwerder1           | Gran Pomerania                       | most counties |
| Reichsgau de Dánzig-Prusia Occidental1 (Danzig-Westpreußen) initially Reichsgau West Prussia | Bromberg Danzig1 Marienwerder1           | Ciudad Libre de Dánzig               | |
| Prusia Oriental1 (Ostpreußen) la parte más al sur2 | Zichenau Gumbinnen1                      | Varsovia                             | Ciechanów, Dzialdowo, Maków, Mława, Plock, Plońsk, Przasnysz, Sierpc; partes de Lomza, Ostroleka, Pultusk, Sochaczew, Varsovia |
| Prusia Oriental1 (Ostpreußen) la parte más al sur2 | Zichenau Gumbinnen1                      | Białystok                            | Suwałki y parte de Augustów |
| Prusia Oriental1 (Ostpreußen) la parte más al sur2 | Bezirk Białystok (adjuntada en 1941)6    | Bialystok                            | Bialystok, Bielsk Podlaski, Grajewo, Lomza, Sokólka, Volkovysk, Grodno                                                         |
| (Alta) Silesia1,3 (Oberschlesien) la parte más oriental4 | Kattowitz Oppeln1                        | Silesia                              | |
| (Alta) Silesia1,3 (Oberschlesien) la parte más oriental4 | Kattowitz Oppeln1                        | Kielce                               | Bedzin, Olkusz, Sosnowiec, Zawiercie                                                                                           |
| (Alta) Silesia1,3 (Oberschlesien) la parte más oriental4 | Kattowitz Oppeln1                        | Cracovia                             | Chrzanów, Oswiecim, Zywiec |
| 1 Gau o Regierungsbezirk solo parcialmente compuesto por territorio anexionado 2 las partes anexionadas son referidas como "Prusia Oriental del Sur" (en alemán: Südostpreußen) 3 El Gau Alta Silesia fue creado en 1941, antes de que fuera parte del Gau Silesia 4 las partes anexionadas también son referidas como "Alta Silesia Oriental" (del alemán: Ostoberschlesien) 5 nombrado en honor de la ciudad sede, en polaco: Łódź. Esta área fue adjuntada a Warthegau el 9 de noviembre de 1939; el 12 de abril de 1940 el nombre de Łódź fue cambiado a Litzmannstadt, por lo que el nombre de la Regierungsbezirk cambió también. 6 no incorporado a, pero administrado por el Gau de Prusia Oriental, adjuntado después de la invasión alemana a la Unión Soviética en 1941. |                                          |                                      | |

## Demografía

### Demografía en 1939
Antes de la invasión alemana nazi en septiembre de 1939 y la posterior anexión en octubre, los territorios consistían de un total de hasta 10.568.000 personas o un 30% de la población de la Polonia pre-1939. Debido a las huidas, bajas en la guerra, migración natural y carencia de datos confiables contemporáneos, la demografía, especialmente en las regiones fronterizas, solo puede ser estimada.
| Datos demográficos por región en los Gaue alemanes que incluían territorio anexionado: Estimados de acuerdo a la Oficina de Políticas Raciales de la Alemania nazi, 25 de noviembre de 1939 | Datos demográficos por región en los Gaue alemanes que incluían territorio anexionado: Estimados de acuerdo a la Oficina de Políticas Raciales de la Alemania nazi, 25 de noviembre de 1939 | Datos demográficos por región en los Gaue alemanes que incluían territorio anexionado: Estimados de acuerdo a la Oficina de Políticas Raciales de la Alemania nazi, 25 de noviembre de 1939 | Datos demográficos por región en los Gaue alemanes que incluían territorio anexionado: Estimados de acuerdo a la Oficina de Políticas Raciales de la Alemania nazi, 25 de noviembre de 1939 | Datos demográficos por región en los Gaue alemanes que incluían territorio anexionado: Estimados de acuerdo a la Oficina de Políticas Raciales de la Alemania nazi, 25 de noviembre de 1939 | Datos demográficos por región en los Gaue alemanes que incluían territorio anexionado: Estimados de acuerdo a la Oficina de Políticas Raciales de la Alemania nazi, 25 de noviembre de 1939 | Datos demográficos por región en los Gaue alemanes que incluían territorio anexionado: Estimados de acuerdo a la Oficina de Políticas Raciales de la Alemania nazi, 25 de noviembre de 1939 |
| Gau/Reichsgau | Prusia Oriental | Reichsgau de Dánzig-Prusia Occidental | Reichsgau de Wartheland | Provincia de Silesia | Total en las cuatro provincias | Solo partes anexionadas de estas provincias |
| --- | --- | --- | --- | --- | --- | --- |
| Área (km²) | 52,099 | 25,705 | 40,309 | 46,908 | 165,021 | 86,295 |
| Población total | 3,113,000 | 2,156,000 | 4,203,000 | 7,258,000 | 16,729,000 | 9,082,000 |
| Personas por km² | 61 | 84 | 104 | 155 | 101 | 105 |
| Alemanes | 2,004,768 | 817,474 | 309,002 | 3,813,930 | 8,145,174 | 597,784 |
| % Alemanes | 71% | 38% | 7% | 66% | 49% | 7% |
| Judíos | 79,198 | 23,302 | 322,947 | 123,202 | 548,649 | 494,913 |
| % Judíos | 3% | 1% | 8% | 2% | 3% | 5% |
| Polacos | 810,834 | 1,310,099 | 3,558,489 | 2,184,329 | 7,863,751 | 7,817,377 |
| % Polacos | 26% | 61% | 85% | 30% | 47% | 86% |
| Otros | 17,773 | 4,666 | 11,984 | 136,578 | 171,001 | 171,001 |

Heinemann (2003) brinda cantidades idénticas para el Reichsgau de Dánzig-Prusia Occidental y Warthegau. Para la Alta Silesia Oriental, Heinemann calcula la población utilizando el censo nazi de diciembre de 1939, que decía había 2,43 millones de personas, de las cuales ~1,08 millones eran alemanes étnicos, ~930,000 polacos y ~90,000 judíos. Heinemann y la Encyclopaedia Judaica también proporcionan un estimado más alto de población judía, cuyo número calculan fluctuaba entre 560.000 y 586.628 personas. Eberhardt confirma la cantidad dada por la Oficina de Políticas Raciales al afirmar que unas 600.000 personas eran alemanas.
Waszak (1970) cita estimados apenas divergentes, publicados por primera vez en 1947:
| Gau                      | Población total | Polacos   | Alemanes | Judíos  | Ucranianos | Otros  |
| ------------------------ | --------------- | --------- | -------- | ------- | ---------- | ------ |
| Wartheland               | 4.933.600       | 4.220.200 | 324.600  | 384.500 | -          | 4.300  |
| Alta Silesia             | 2.632.630       | 2.404.670 | 98.204   | 124.877 | 1.202      | 3.677  |
| Dánzig-Prusia Occidental | 1.571.215       | 1.393.717 | 158.377  | 14.458  | 1.648      | 3.020  |
| Prusia Oriental          | 1.001.560       | 886.061   | 18.400   | 79.098  | 8.0099     | 9.902  |
| Total                    | 10.139.005      | 8.904.648 | 599.576  | 602.953 | 10.949     | 20.899 |

Los datos del censo fueron compilados por la Alemania nazi en Dánzig-Prusia Occidental el 3 de diciembre y en Warthegau y la Alta Silesia el 7 de diciembre. Muchos polacos intentaron presentarse a sí mismos como alemanes (Volksdeutsche) con la esperanza de evitar las atrocidades antipolacas que ocurrieron durante la invasión. Los nazis clasificaron a la gente de acuerdo a criterios raciales, con los polacos y judíos considerados como Untermenschen (subhumanos), en oposición a los alemanes, quien según la ideología nazi de la época eran una raza superior (Herrenvolk). Esta clasificación no solo tenía significado ideológico, sino que estuvo expresaba en todos los aspectos de la vida diaria práctica y el tratamiento de la población.

### Planes de germanización por medio de la expulsión, colonización y genocidio

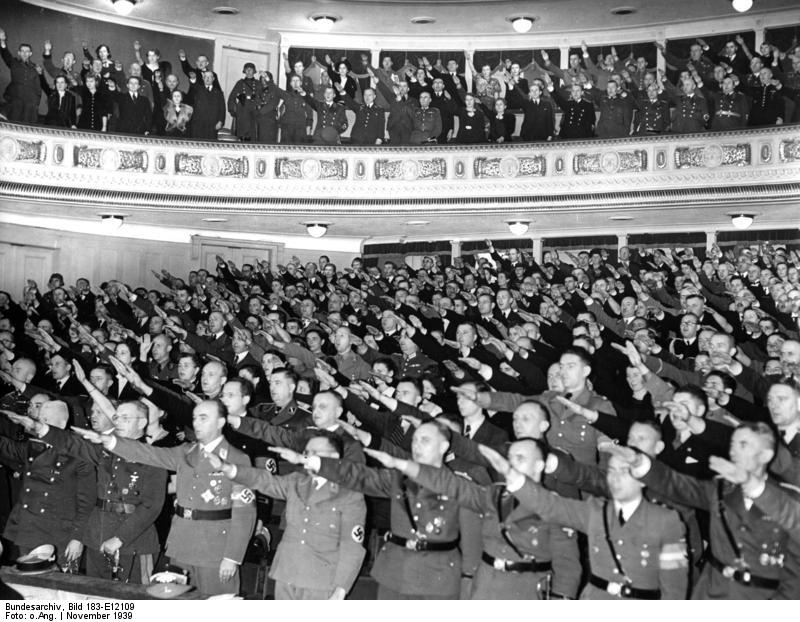
Asamblea nazi en Posen (Poznań) el 4 de noviembre de 1939.

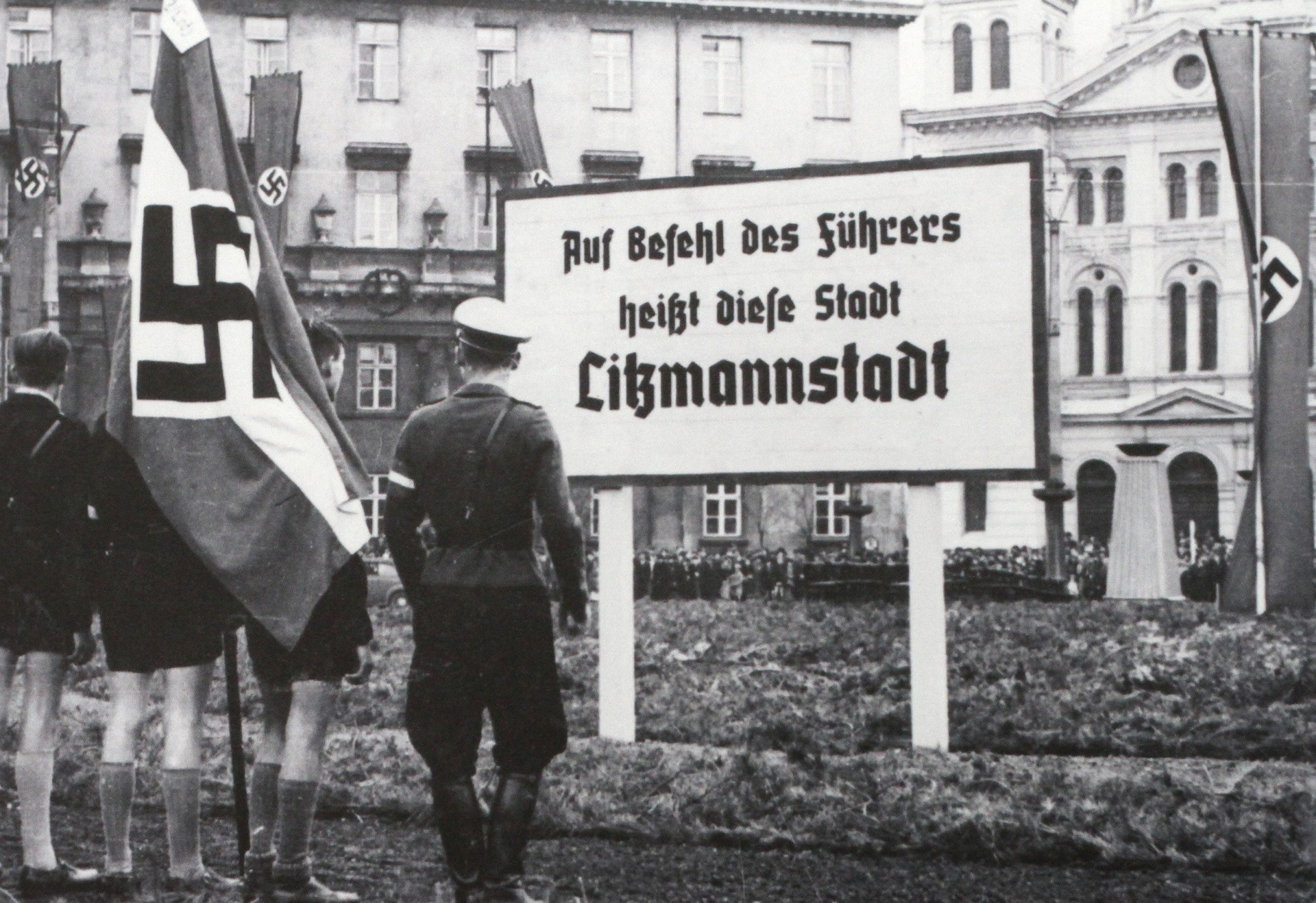
Foto de Łódź ocupada, justo después de ser renombrada como "Litzmannstadt" (1940). Un cartel anuncia el nuevo nombre de la ciudad.

El 7 de octubre de 1939, Hitler nombró a Heinrich Himmler como su comisionado de asentamientos, responsable por todas las medidas de colonización en el Altreich y los territorios anexionados, así como del intercambio de población con la Unión Soviética. Para esta nueva oficina, Himmler eligió el título de Reichskommissar für die Festigung deutschen Volkstums (RKF, "Comisionado del Reich para la Consolidación del Pueblo Alemán"). El personal del RKF (Stabshauptamt RKF) a través del Hauptamt Volksdeutsche Mittelstelle (VOMI) y del Rasse-und Siedlungs-Hauptamt (RuSHA, Departamento Central de Raza y Asentamiento) de las SS planificaron y ejecutar durante la guerra el proceso de reasentamiento y exterminio en los territorios anexionados. En octubre de 1939, Himmler ordenó la expulsión inmediata de todos los judíos de los territorios anexionados, de todos los "Polacos del Congreso" del Reichsgau de Dánzig-Prusia Occidental, y de todos los "enemigos del Reich" de Warthegau, Prusia Oriental y la Alta Silesia Oriental. El término «enemigos del Reich» fue aplicado a todos los polacos con educación superior, que hubieran participado en cualquier organización o iniciativa patriota en la preguerra y, generalmente, a quienes manifestaban patriotismo polaco. Aquellos expulsados debían ser deportados al Gobierno General.
Esta directiva fue sobreseída por otra directiva del RKF de inicios de 1940, la cual ordenaba la expulsión inmediata de los judíos restantes y el reemplazo de los 3,4 millones de polacos por colonos alemanes a largo plazo. El primer paso para alcanzar este escenario fue el asentamiento de 100.000 familias alemanes en los primeros tres años. En esta fase preliminar, los planificadores creían que los colonos sería reubicados al Altreich. Los polacos de «valor racial» debían estar exentos de deportación, así como los alemanes étnicos. Himmler dijo que quería «crear una provincia rubia ahí». La Oficina Central de Inmigración (Einwandererzentralstelle, EWZ) y la Oficina Central de Reasentamiento (Umwandererzentralstelle, UWZ) de la RuSHA en las SS eran las responsables de la «evaluación racial». Los territorios anexionados debían ser germanizados en un período de 5 años en las áreas rurales y de 10 años en las áreas urbanas; mientras que el Gobierno General debía estar completamente germanizado en 15 años.
En la práctica, el cambio de población durante la guerra en los territorios anexionados no llegó a la extensión planeada, sea respecto a la cantidad de polacos expulsados y los alemanes reasentados o con respecto al origen de los colonos alemanes que provenían de la Unión Soviética. Los planes para reubicar a los alemanes del Tercer Reich fueron mantenidos en el Generalplan Ost, pero fueron pospuestos para después de la guerra. Esta plan suponía la eliminación de todos los judíos y, a largo plazo, la deportación de inicialmente 31 millones, luego 51 millones, de eslavos a Siberia de una gran área designada para la colonización alemana. La «remoción» de polacos consistía en acciones tales como limpieza étnica, ejecuciones masivas, hambruna organizada y erradicación de grupos nacionales para dispersarlos en bolsones aislados y utilizar a sus miembros como mano de obra forzada. Alrededor de 350.000 alemanes étnicos fueron reubicados en Polonia después de que la propaganda nazi los persuadiera de abandonar los Estados bálticos antes de su captura por la Unión Soviética.
Además, se esperaba que otros colonos germánicos, tales como los holandeses, daneses y suecos, se asentaran en estas zonas. Una pequeña colonia de artesanos holandeses ya estaba establecida en Poznań en 1941.